# Dusona similator
Dusona similator là một loài tò vò trong họ Ichneumonidae.